# Lernbegleiter
Lernbegleiter oder Lernprozessbegleiter sind professionell geschulte Personen, die Menschen in individuellen Lernprozessen unterstützen. Das Arbeitsfeld beschränkt sich dabei nicht nur auf formale Lernprozesse (z. B. Unterricht, Seminare etc.), sondern vor allem in der beruflichen Bildung sollen Lernbegleiter auch informelle Lernprozesse strukturieren (Lernen aus Erfahrung).
Ausgangspunkt der Lernbegleitung ist es, Menschen individuell in ihrer Entwicklung zu fördern und dafür spezifische Lernprozesse zu gestalten. Ziel der Methode Lernbegleitung ist es, Lernende im Aufbau und der Entwicklung ihrer Selbstlernkompetenz zu unterstützen. Dadurch soll die selbstständige berufliche Handlungsfähigkeit (Employability) gestärkt werden. Damit grenzt sich die Aufgabe der Lernbegleiter von der traditionellen Lehrerrolle ab: nicht mehr die Wissensvermittlung von einem Wissenden (dem Lehrer) an einen Unwissenden steht im Mittelpunkt, sondern die Frage: „Wie kann der Lernende selbstgesteuert Lösungen, Wissen etc. erlangen?“

## Aufgaben von Lernbegleitern
Die Aufgaben des Lernbegleiters sind es, individuellen Lernbedarf und individuelles Lernverhalten festzustellen und abzusprechen, zugehörige Lernwege zu konzipieren und darüber Lernvereinbarungen zu treffen, Lernaufgaben (aus der realen Arbeit) auszuwählen, aufzubereiten und zur selbstständigen Bearbeitung zu übergeben, die Bearbeitung der Aufgabe durch den Lernenden zu beobachten und zu begleiten, Zwischengespräche zu führen, Auswertungsgespräche zu führen, individuelle Lernklippen und Lernhindernisse wahrzunehmen, Lernende zum Weiterlernen zu motivieren, das eigene Verhalten ständig zu überprüfen und zu hinterfragen, heterogene Lerngruppen zu moderieren sowie mit Konflikten umzugehen und bei Konflikten beraten zu können.
Lernbegleiter können Lehrer, Lerncoaches, Trainer aber auch pädagogisch geschulte Fachkräfte sein. Sie müssen fähig sein, das Lernarrangement für eine Lernaufgabe zu gestalten, und dafür sollten sie unterschiedliche Lernformen beherrschen und gestalten können, z. B. entdeckendes Lernen, Erkundungsaufgaben, Lernen durch Lehren, Projektlernen, Action Learning.

## Lernbegleitung für Schüler
Für Schüler gibt es verschiedene Formen, wie diese Lernbegleitung außerhalb der Schule erfolgen kann.
In Baden-Württemberg werden Schüler im Rahmen des Projekts „Individuelle Lernbegleitung für benachteiligte Jugendliche beim Übergang zwischen Schule und Beruf“ von Lernbegleitern in ihren Schulen unterstützt. Hier besteht die Lernbegleitung aus Nachhilfeunterricht sowie der persönlichen Begleitung bei der Berufswahl bzw. Suche nach einem Ausbildungsplatz. Das Projekt hat eine Gesamtlaufzeit von vier Jahren und endet mit dem Schuljahr 2010.

An verschiedenen Schulen ist die Lernbegleitung ein fester Bestandteil des Schulprogramms. So wird beispielsweise in jedem Jahr mit jedem Schüler ein Lernbegleitungsgespräch geführt. Dabei werden verschiedene Aspekte betrachtet: Über welche Stärken verfügt der Jugendliche? Welche Ziele hat er, was steht dem Erreichen dieser Ziele im Weg? Welche Hilfen können eingerichtet werden?

## Lernbegleiter in der Schule
Der Begriff Lernbegleiter findet in einigen reformpädagogischen Schulen auch als Bezeichnung für Lehrer Anwendung. Die Schüler werden dann oftmals als Lernpartner bezeichnet. Damit soll zum Ausdruck gebracht werden, dass es im pädagogischen Konzept um die individuelle Förderung des Lernprozesses jedes einzelnen Schülers geht.

## Lernbegleitung / Lernprozessbegleitungin der beruflichen Bildung
In der beruflichen Bildung hat sich der Begriff der Lernprozessbegleitung etabliert. Lernprozessbegleitung ist eine Methode, um Lernen und Arbeiten besser miteinander zu verzahnen. Beim Lernen im Prozess der Arbeit wird der Lernende mit für ihn neuen Aufgaben und Situationen konfrontiert, um Lernprozesse zu initiieren. Diese Aufgabe kann er mit seinem bisherigen Wissens- und Könnensstand nicht lösen, er ist also gezwungen zu lernen. Die Aufgabe des Lernprozessbegleiters ist es, diese Lernprozesse gemeinsam mit dem Lernenden zu strukturieren, systematisch zu begleiten und zu reflektieren. Damit ist die Lernprozessbegleitung für Ausbilder und Weiterbilder eine Alternative zur Unterweisung, der 4-Stufen-Methode und anderen traditionellen Methoden.
In der beruflichen Weiterbildung ist die Rolle der Lernprozessbegleiter teilweise noch Gegenstand von Forschungsvorhaben, z. B. in dem Modellversuch „Existenzsicherung im Einzelhandel durch ein arbeitsintegriertes Lernsystem“ oder "Qualitätssicherung in der Maler- und Lackiererausbildung (M L-QuES)". Teils hat sich die Lernbegleitung in der Weiterbildungslandschaft bereits fest etabliert, z. B. im APO-IT Weiterbildungssystem.